# Parveen Babi
Parveen Babi (4 de abril de 1954 – 20 de enero de 2005) fue una actriz india, que es más recordada por sus papeles glamorosos junto a los mejores héroes de la década de 1970 y principios de 1980 en éxitos de taquilla como Deewar, Namak Halaal, Amar Akbar Anthony y Shaan. Ella es a menudo citada como una de los las actrices más bellas que jamás haya aparecido en el cine indio.

## Filmografía
- Charitra (1973)
- Dhuen Ki Lakeer (1974)
- 36 Ghante (1974)
- Trimurti (1974)
- Majboor (1974)
- Kala Sona (1975)
- Deewaar (1975) -- Anita
- Bullet (1976)
- Bhanwar (1976)
- Rangeela Ratan (1976)
- Mazdoor Zindabad (1977)
- Maama Bhanja (1977)
- Amar Akbar Anthony (1977)
- Mastaan Dada (1978)
- Chandi Sona (1977)
- Darinda (1977)
- Chalta Purza (1977)
- Chor Sipahee (1977)
- Aahuti (1978)
- Pati Patni Aur Woh (1978)
- Kaala Patthar (1979)
- Suhaag (1979)
- The Burning Train (1979)
- Shaan (1980)
- Ek Gunaah Aur Sahi (1980)
- Do Aur Do Paanch (1980)
- Gunahgaar (1980)
- Meri Aawaaz Suno (1981)
- Khoon Aur Paani (1981)
- Ameer Aadmi Gareeb Aadmi (1981)
- Kaalia (1981)
- Raksha (1981)
- Kranti (1981)
- Ashanti (1982)
- Mangal Pandey (1982)
- Desh Premee (1982)
- Dil Aakhir Dil Hai (1982)
- Bad Aur Badnaam (1982)
- Taaqat (1982)
- Yeh Nazdeekiyan (1982)
- Namak Halaal (1982)
- Khud-daar (1982)
- Jaani Dost (1983)
- Razia Sultan (1983)
- Chor Police (1983)
- Kanoon Meri Muthi Mein  (1983)
- Mahaan (1983)
- Rang Birangi (1983)
- Arpan (1983)
- Teri Baahon Mein (1984)
- Sitamgar (1985)
- Telephone (1985)
- Bond 303 (1986)
- Gehri Chot (1986)
- Avinaash (1987)
- Aakarshan (1988)
- Iraada (1990)